# Paratemnopteryx couloniana
Paratemnopteryx couloniana är en kackerlacksart som först beskrevs av Henri Saussure 1863.  Paratemnopteryx couloniana ingår i släktet Paratemnopteryx och familjen småkackerlackor. Inga underarter finns listade i Catalogue of Life.